# Theil-sur-Vanne
Theil-sur-Vanne ist eine Ortschaft und eine ehemalige französische Gemeinde mit 444 Einwohnern (Stand 1. Januar 2022) im Département Yonne in der Region Bourgogne-Franche-Comté (vor 2016 Bourgogne). Sie gehörte zum Arrondissement Sens und zum Kanton Brienon-sur-Armançon (bis 2015 Kanton Villeneuve-l’Archevêque). Die Einwohner werden Theillois genannt.
Theil-sur-Vanne wurde mit Wirkung vom 1. Januar 2016 mit den früheren Gemeinden Chigy und Vareilles zur Commune nouvelle Les Vallées de la Vanne zusammengeschlossen und übt in der neuen Gemeinde den Status einer Commune déléguée aus. In Theil-sur-Vanne befindet sich der Verwaltungssitz.

## Geographie
Theil-sur-Vanne liegt etwa elf Kilometer ostsüdöstlich von Sens an der Vanne.

## Bevölkerungsentwicklung
| Jahr                       | 1962 | 1968 | 1975 | 1982 | 1990 | 1999 | 2006 | 2013 |
| Einwohner                  | 275  | 242  | 202  | 344  | 503  | 542  | 532  | 511  |
| Quellen: Cassini und INSEE |      |      |      |      |      |      |      |      |

## Sehenswürdigkeiten
- Kirche Saint-Martin
- zerstörte Schlösser Fossemore, La Madeleine und Theil
- Schloss La Grève aus dem 19. Jahrhundert

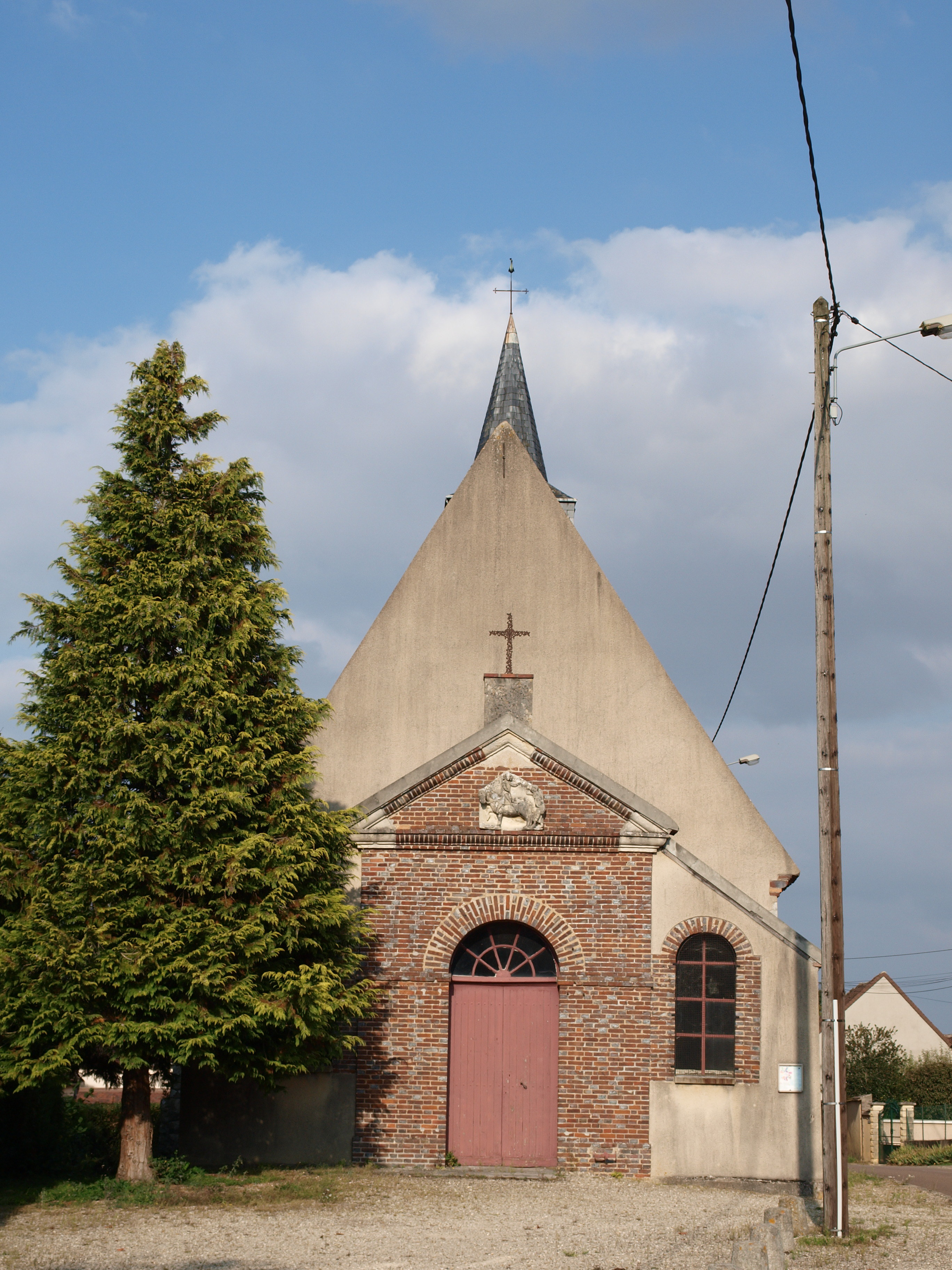
Kirche Saint-Martin